# ヘゴ
ヘゴ（杪欏、学名: Cyathea spinulosa）とは、ヘゴ科ヘゴ属の常緑性大形の木生シダである。

## 形態・生態
奥山に生え、湿度の高い林中を好む。茎は高さ2 - 5メートル (m) 、基部の直径は50センチメートル (cm) に達する。樹形としてはヤシのような姿になる。幹には樹木のような形成層はなく、肥大成長するようなことはない。茎は幹から出る細い不定根に覆われており、この様子から木生シダと呼ばれている。茎（幹）の上部には、長さ1 mを超す羽状複葉が開出する。葉柄は葉身より短く、紫褐色で刺が密生し、暗褐色の辺縁に刺のある鱗片をつける。葉身は2回羽状に分裂、小羽片は羽状に深裂し、裏面に薄い包膜で覆われた胞子嚢群を多数つける。

## 分布
紀伊半島南部や八丈島を北限とし、四国、九州南部、屋久島より南でよくみかけられる。また、小笠原諸島にも分布する。ただし紀伊半島や四国ではせいぜいがベニシダ程度の大きさで、木生になるまで成長した個体は見られていない。
ヘゴ自生北限地帯として、東京都八丈島八丈町が国の天然記念物に指定されている（八丈島のヘゴ自生北限地帯参照）。

## 近縁種
日本には本種のほかに6種の近縁種がある。南西諸島のヒカゲヘゴは大形で高さ7メートルに達し、ヘゴと異なり包膜がなく、鱗片に刺がない。小笠原諸島に産するマルハチはこの近縁種で、いずれも亜熱帯の指標植物であることから、大型温室には好んで栽植される。紀伊半島が北限のクサマルハチは、ヘゴ科のなかでもっとも北に分布する小形種で、根茎は直立せず斜上する。

## 利用
ヘゴ科の茎は樹木の幹と異なり肥大成長をしないが、茎から出る無数の不定根に厚く覆われ、基部が太くなる。この不定根の層は湿度と空気とを適度に保持するため、着生植物のラン科やシダ類の栽培に適し、園芸素材のヘゴ材として市販される。東南アジアや中南米では、茎や根塊を彫刻して土産品とする。ゼンマイ状に伸びた新芽は山菜として利用されることもある。また、茎はデンプンを多量に含むため、かつてはニュージーランドをはじめ多くの地域で、原住民がこれを食用としていた。
なお、ヘゴ科全般は、ワシントン条約付属書IIに掲載されており、土産物も含めてその輸出入には注意が必要である。